# 傍糸球体装置
傍糸球体装置（ぼうしきゅうたいそうち、Juxtaglomerular apparatus）は、腎臓の濾過装置である糸球体のそばにあり、主に尿量調節をおこなう。

腎小体の図。傍糸球体装置はDと示されている。

## 働き
血管極に接している遠位尿細管には、緻密斑と呼ばれる特殊な上皮細胞が並んでいる。この上皮細胞はCl-イオンの濃度センサーで、原尿中のCl-の濃度が一定以上（高く）になると、輸入細動脈の平滑筋細胞に作用して血管を収縮させる。すると糸球体血漿流量は減少し、濾過量も減少する。逆に、原尿中のCl-の濃度が一定以下（低く）になると、緻密斑に接する傍糸球体細胞を刺激し、レニンを分泌させる。レニン分泌は血圧調節に関わるレニン-アンジオテンシン-アルドステロン系の発端となり、血圧を上昇させることで糸球体濾過量を増加させる。

## 傍糸球体装置の構成要素
1. 輸入細動脈
2. 輸出細動脈
3. 傍糸球体細胞 (レニンの分泌)
4. 緻密斑 (遠位尿細管の一部)
5. 糸球体外メサンギウム (ゴールマティヒ細胞)

遠位尿細管の緻密斑
輸入細動脈の顆粒細胞